# 嚴大紀
嚴大紀（1536年—1587年），字汝肅，号順菴，浙江杭州府餘杭縣人，太醫院醫籍，明朝政治人物。

## 生平
嘉靖三十七年（1558年）戊午科舉人，嘉靖三十八年（1559年）聯捷己未科進士。历任礼曹郎，擢江西佥事、江西左参政等职，迁任山东按察司左参政，转山西左参政、山西右布政使，升任光禄寺卿、太常寺卿。万历丁亥年（1587）三月辞官归故里。不久，于九月十五日病故。

## 家族
曾祖嚴倫；祖嚴耔，倉副使；父嚴元，御醫；前母林氏；鄭氏。嚴侍下，妻高氏，兄大經；大邦。
孙严沆为清朝顺治十二年进士，官至户部侍郎。